# Chapelle du Saint-Sépulcre de Saint-Restitut
Pour les articles homonymes, voir Église du Saint-Sépulcre.
La chapelle du Saint-Sépulcre est une chapelle de style gothique située sur le territoire de la commune de Saint-Restitut, dans le département français de la Drôme en région Auvergne-Rhône-Alpes.

## Historique
Cette chapelle fut édifiée en 1508 par Guillaume Adhémar, évêque du Tricastin, de retour de Terre sainte.
Elle a été classée monument historique par arrêté du 9 septembre 1908.

## Architecture
La chapelle, construite sur un plateau rocheux situé à la sortie nord du village, présente un plan centré comme son modèle, l'église du Saint-Sépulcre de Jérusalem, qui se réduisait à une rotonde à l'époque des Croisés.
Son plan est plus précisément hexagonal : ses six faces sont séparées par de puissants contreforts qui lui donnent plus d'ampleur.